# حمزة العيساوي
حمزة عباس مهنا العيساوي (1941 – 29 نوفمبر 2005) هو الشيخ حمزة بن عباس بن مهنا بن حمد بن محمد بن عبد بن منصور العيساوي ، من فخذ المناصير.
ولد المترجَم في الحصي عام 1941م ، ودخل المدرسة الآصفية الدينية في الفلوجة ، ثم التحق بكلية الإمام الأعظم في بغداد عام 1974م ، أو عام 1975م ، وتخرج فيها عام 1979م .

## مشايخه
من مشايخه: الشيخ عبد العزيز بن سالم السامرائي أخذ عنْه النحو والصرف والعقيدة والفقه والأصول ، والشيخ عبد الملك السعدي أخذ عنه الفقه ، والشيخ علي هاشم أخذ عنه دروساً متفرقة ، والعلامة الكبير الشيخ عبد الكريم المدرس رحمه الله أخذ عنه الفقه ، أما مشايخ الكلية فهم الشيخ حارث سليمان الضاري رحمه الله ، والشيخ بركة المصري ، والشيخ محمد الشافعي المصري ، والشيخ محمد نمر الخطيب الفلسطيني ، وغيرهم.
أول تعيينه وكيلاً في المدرسة الآصفية الدينية في الفلوجة ، ثم في مدرسة الخالدية في الأنبار ، ثم نقل واعظاً في محافظة ميسان- العمارة ، ثم نقل إلى جامع الخفّافين المجاور للمدرسة المستنصرية في بغداد إماماً فقط ، ثم نقل إلى جامع الوحدة القريب من جسر الرمادي في الفلوجة ، فيه إماماً وخطيباً، كما أنه كان أحد أعضاء الهيئة التدريسية في مدرسة الحضرة المحمدية في الفلوجة ، ومفتيها.

## إغتياله
وافته المنية بعد صلاة العشاء التي أقامها في جامعه (جامع الوحدة في الفلوجة)، فبعد خروجه منه أُطلق عليه الرصاص، وكان ذلك يوم الثلاثاء 29 نوفمبر 2005، ودفن في مقبرة الشهداء. وفي اليوم التالي تظاهر الآلاف من أهالي الفلوجة ورددوا شعارات وهتافات تتهم القاعدة بالوقوف خلف اغتيال الشيخ حمزة العيساوي بعد أن أفتى قبل أيام بتطوع أبناء الفلوجة في الجيش والشرطة الخاصة بالمدينة.